# Pomasia obliterata
Pomasia obliterata är en fjärilsart som beskrevs av Walker 1866. Pomasia obliterata ingår i släktet Pomasia och familjen mätare. Inga underarter finns listade i Catalogue of Life.